# 2005–2006-os angol labdarúgó-bajnokság (első osztály)

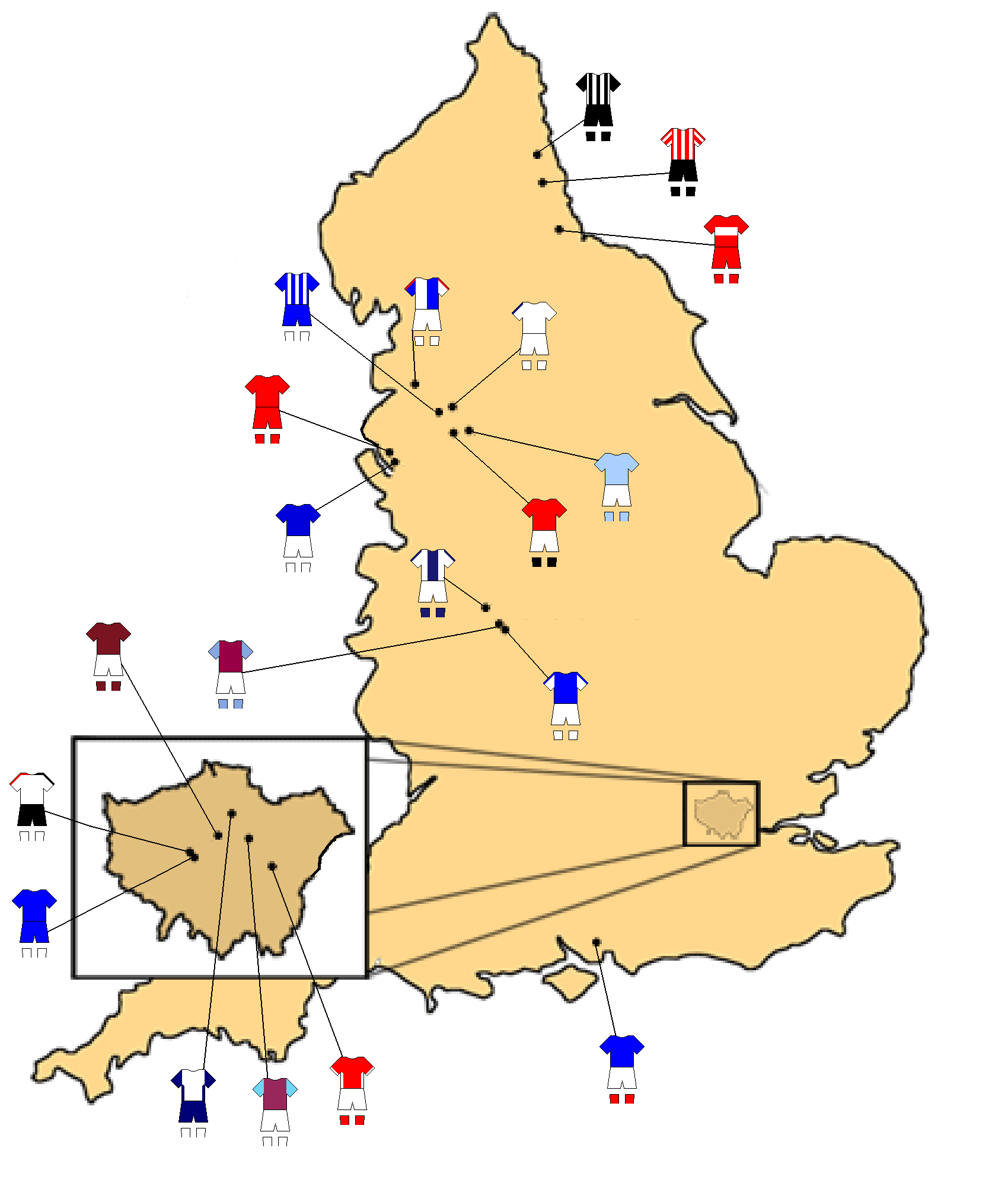
Premier League csapatok elhelyezkedése Angliában a 2005-06-os szezonban

A 2005–2006-os Premier League-szezon 2005. augusztus 13-án kezdődött, és 2006. május 7-én ért véget. Az idényben ismét a Chelsea lett a bajnok, mivel április 29-én győzelmet arattak a Manchester United felett. Így már 2 egymást követő szezonban is bajnoki címet szereztek. Ugyanezen a napon az is eldőlt, hogy a West Bromwich és a Birmingham City a következő szezont már a Championship-ben folytathatja, csatlakozva a Sunderland-hez.

## A csapatok
| Klub                 | Előző évi végeredmény                                        | Első idény az élvonalban | Első idény ezen a néven az élvonalban |
| -------------------- | ------------------------------------------------------------ | ------------------------ | ------------------------------------- |
| Arsenal*†            | 2.                                                           | 1904–05                  | 1919–20                               |
| Aston Villa*†        | 10.                                                          | 1888–89                  | 1988–89                               |
| Birmingham City      | 12.                                                          | 1894–95                  | 2002–03                               |
| Blackburn Rovers†    | 15.                                                          | 1888–89                  | 2001–02                               |
| Bolton Wanderers     | 6.                                                           | 1888–89                  | 2001–02                               |
| Charlton Athletic    | 11.                                                          | 1936–37                  | 2000–01                               |
| Chelsea*†            | 1.                                                           | 1907–08                  | 1989–90                               |
| Everton*†            | 4.                                                           | 1888–89                  | 1954–55                               |
| Fulham               | 13.                                                          | 1949-50                  | 2001–02                               |
| Liverpool*†          | 5.                                                           | 1894–95                  | 1962–63                               |
| Manchester City†     | 8.                                                           | 1899–1900                | 2002–03                               |
| Manchester United*†  | 3.                                                           | 1892–93                  | 1975–76                               |
| Middlesbrough†       | 7.                                                           | 1902–03                  | 1998–99                               |
| Newcastle United     | 14.                                                          | 1898–99                  | 1993–94                               |
| Portsmouth           | 16.                                                          | 1927–28                  | 2003–04                               |
| Sunderland           | 1. a Championshipben, feljutott                              | 1890–91                  | 2005–06                               |
| Tottenham Hotspur*†  | 9.                                                           | 1909–10                  | 1978–79                               |
| West Bromwich Albion | 17.                                                          | 1888–89                  | 2004–05                               |
| West Ham United      | 6. a Championshipben, a rájátszásban harcolta ki a feljutást | 1923–24                  | 2005–06                               |
| Wigan Athletic       | 2. a Championshipben, feljutott                              | 2005–06                  | 2005–06                               |

* Az összes Premier League szezonban szerepelt.

† A Premier League alapító tagja

## Végeredmény
M = Lejátszott meccsek; Gy = Győzelmek; D = Döntetlenek; V = Vereségek; RG = Szerzett gólok; KG= Kapott gólok; GK = Gólkülönbség; P = Megszerzett pontok
| A 2005–2006-os Premier League-szezon bajnoka |
| -------------------------------------------- |
| Chelsea 3. bajnoki cím                       |

## A szezon áttekintése
A José Mourinho-vezette Chelsea 2 szezon alatt már második alkalommal nyerte meg a bajnokságot, miután hazai pályán legyőzték a rivális Manchester United csapatát. A Chelsea már a szezont is kiválóan kezdte, és 2006 elején már 'megválasztott bajnokok' lettek. Mindezek ellenére a szezon közepe felé a látszólag megrendíthetetlen, 18 pontos vezetésük 2 hét alatt csak 7 pontosra csökkent, miután a Manchester United 10 meccses győzelmi sorozatot produkált, és ezalatt több, mint 30 gólt szereztek. Ezek után sokan hittek a United feltámadásában, de egy Sunderland elleni döntetlen hazai pályán végképp romba döntötte a csapat bajnoki reményeit.
A két első klub (Chelsea és Manchester United) indulhatott a jövő évi Bajnokok Ligája csoportköreiben, a harmadik és a negyedik helyezett csapatok (Liverpool és Arsenal pedig a harmadik selejtező körben (ahonnan a csoportkörbe kerülhettek, ha győznek, és az UEFA-kupába, ha veszítenek). Az 5. és 6. helyezett (Tottenham Hotspur és Blackburn Rovers) a 2006–07-es szezonban az UEFA-kupában indulhatott, az FA-kupa-és Ligakupa-győztes úgyszintén (Ez esetben a West Ham, mivel FA-Kupa-döntős volt). A 7. helyezett (Newcastle United) az Intertotó-kupába nyert bejutást.

## Jelentősebb történések
- Ez volt az Arsenal utolsó szezonja a Highbury-ben. Legutolsó mérkőzésük stadionjukban egy 4–2-es győzelemmel zárult meccs volt a Wigan Athletic ellen, Thierry Henry mesterhármast ért el. Miután mesterhármasa utolsó gólját is megszerezte, Henry megcsókolta a Highbury füvét.
- A bajnokság legjobb góllövője, Thierry Henry a maga 27 góljával túlszárnyalta az egész Sunderland keretét, a csapat ugyanis összesen 26 gólt szerzett az egész szezonban.
- A szezon első gólját Ruud van Nistelrooy szerezte az idény első mérkőzésén, az Everton–Manchester United meccsen. A végeredmény 2–0-s United siker lett.
- Marlon Harewood szerezte a szezon első mesterhármasát a West Ham–Aston Villa mérkőzésen. A kalapácsosok 4–0-ra nyertek.
- A Chelsea fennállása 100. évfordulóját többek közt egy újabb bajnoki címmel ünnepelte.
- A Liverpool harmadik helyezett létére rekord mennyiségű pontot (82) szerzett a szezonban.
- Alan Shearer és Dennis Bergkamp a szezon után visszavonultak.
- A szezon legnagyobb győzelme: Arsenal 7–0 Middlesbrough
- A Sunderland a Premier League történetének legrosszabb szezonját produkálta; összesen 15 pontot szereztek, és három mérkőzést tudtak megnyerni.
- A Tottenham Hotspur csak az utolsó fordulóban csúszott le a Bajnokok Ligája indulást jelentő 4. helyről, miután idegenben kikaptak a West Ham-től 2–1-re.

## Legjobb gólszerzők
| Név                 | Gólok | Csapat            |
| ------------------- | ----- | ----------------- |
| Thierry Henry       | 27    | Arsenal           |
| Ruud van Nistelrooy | 21    | Manchester United |
| Darren Bent         | 18    | Charlton Athletic |
| Robbie Keane        | 16    | Tottenham Hotspur |
| Frank Lampard       | 16    | Chelsea           |
| Wayne Rooney        | 16    | Manchester United |
| Marlon Harewood     | 14    | West Ham United   |
| Craig Bellamy       | 13    | Blackburn Rovers  |
| Yakubu Aiyegbeni    | 13    | Middlesbrough     |
| Henri Camara        | 12    | Wigan Athletic    |
| Didier Drogba       | 12    | Chelsea           |

## Feljutó csapatok
Az alábbi 3 csapat jutott fel a Championship-ből (másodosztály) a szezon elején:
- Sunderland (A Stoke City-t 1–0-ra győzték le hazai pályán)
- Wigan Athletic (A Reading-et győzték le 3–1-re hazai pályán)
- West Ham United (A Preston North End-et győzték le 1–0-ra a rájátszásban)

## Kieső csapatok
Az alábbi 3 csapat esett ki a Premier League-ből a Championship-be a szezon végén:
- Birmingham City
- West Bromwich Albion
- Sunderland